# Xã Covington, Quận Lackawanna, Pennsylvania
Xã Covington (tiếng Anh: Covington Township) là một xã thuộc quận Lackawanna, tiểu bang Pennsylvania, Hoa Kỳ. Năm 2010, dân số của xã này là 2.284 người.